# 霍比奧區
霍比奧區是索馬利亞的一個區，位於該國中北部的穆杜格州，首府為霍比奧。

## 外部鏈結
- 霍比奧區行政區域圖 （页面存档备份，存于）
- 霍比奧在Google地圖上的位置